# Пісочник канадський
Пісочник канадський (Charadrius semipalmatus) — вид сивкоподібних птахів родини сивкових (Charadriidae).

## Поширення
Птах мешкає у тундрі на півночі Канади та в Алясці. На зимівлю мігрує у прибережні райони на півдні США, Центральної Америки, островів Карибського регіону та Південної Америки.

## Опис
Дрібний птах завдовжки 14–20 см, вагою 22–63 г. Має сіро-коричневу спину і крила, білі живіт і груди з чорною пов'язкою на шиї. На голові мають коричневу шапку, білий лоб, чорну маску навколо очей і короткий помаранчево-чорний дзьоб.